# Festival di Sanremo
Festival di Sanremo punim nazivom Festival della canzone italiana (hrvatski: Festival talijanske pjesme) je popularno natjecanje u lakoj glazbi, za najbolju talijansku pjesmu, koje se održava od 1951. u ljetovalištu Sanremo. 
Uobičajeno ga zovu samo Festival di Sanremo, a održava se u pramaljeće (između veljače i ožujka) u dvorani Teatra Ariston.
Ova glamurozna manifestacija bila je uzor za osnutak brojnih jugoslavenskih festivala lake glazbe; od najstarijeg - Festivala Zagreb (pokrenutog 1953.g.), Festivala Opatija, Melodija Jadrana u Splitu, Beogradskog proleća do Sarajevskog festivala - Vaš šlager sezone. Ali Festival Sanremo, bio je uzor i za osnivanje Eurosonga - pokrenutog 1956.
Dugi niz godina (od 1953. do 1971., izuzev 1956.) svaka je pjesma izvođena dva puta, od dva različita izvođača (pjevača ili sastava). Na festivalu se i birala pjesma koja će predstavljati Italiju na Eurosongu i to od 1956. do 1966., pa zatim 1972. i 1997. te od 2011. do danas.
U razdoblju od 1951. do 1954. postojao je samo radio prijenos, a od 1955. festival se prenosi uživo i na talijanskoj državnoj televiziji RAI. Festival su prenosile i brojne svjetske televizijske kuće, posebice tijekom sedamdesetih.

## Pobjednici festivala Sanremo
| Godina | Pjevač(ica)                                   | Pjesma                             | Pobjednici debitanti             | Pjesma                        |
| ------ | --------------------------------------------- | ---------------------------------- | -------------------------------- | ----------------------------- |
| 1951.  | Nilla Pizzi                                   | "Grazie dei fior"                  |                                  |                               |
| 1952.  | Nilla Pizzi                                   | "Vola colomba"                     |                                  |                               |
| 1953.  | Carla Boni i Flo Sandon's                     | "Viale d'autunno"                  |                                  |                               |
| 1954.  | Giorgio Consolini i Gino Latilla              | "Tutte le mamme"                   |                                  |                               |
| 1955.  | Claudio Villa i Tullio Pane                   | "Buongiorno tristezza"             |                                  |                               |
| 1956.  | Franca Raimondi                               | "Aprite le finestre"               |                                  |                               |
| 1957.  | Claudio Villa i Nunzio Gallo                  | "Corde della mia chitarra"         |                                  |                               |
| 1958.  | Domenico Modugno i Johnny Dorelli             | "Nel blu dipinto di blu"           |                                  |                               |
| 1959.  | Domenico Modugno i Johnny Dorelli             | "Piove"                            |                                  |                               |
| 1960.  | Tony Dallara i Renato Rascel                  | "Romantica"                        |                                  |                               |
| 1961.  | Betty Curtis i Luciano Tajoli                 | "Al di là"                         |                                  |                               |
| 1962.  | Domenico Modugno i Claudio Villa              | "Addio addio"                      |                                  |                               |
| 1963.  | Tony Renis i Emilio Pericoli                  | "Uno per tutte"                    |                                  |                               |
| 1964.  | Gigliola Cinquetti i Patricia Carli           | "Non ho l'età"                     |                                  |                               |
| 1965.  | Bobby Solo i New Christy Minstrels            | "Se piangi, se ridi"               |                                  |                               |
| 1966.  | Domenico Modugno i Gigliola Cinquetti         | "Dio come ti amo"                  |                                  |                               |
| 1967.  | Claudio Villa i Iva Zanicchi                  | "Non pensare a me"                 |                                  |                               |
| 1968.  | Sergio Endrigo i Roberto Carlos               | "Canzone per te"                   |                                  |                               |
| 1969.  | Bobby Solo i Iva Zanicchi                     | "Zingara"                          |                                  |                               |
| 1970.  | Adriano Celentano i Claudia Mori              | "Chi non lavora non fa l'amore"    |                                  |                               |
| 1971.  | Nada i Nicola Di Bari                         | "Il cuore è uno zingaro"           |                                  |                               |
| 1972.  | Nicola Di Bari                                | "I giorni dell'arcobaleno"         |                                  |                               |
| 1973.  | Peppino Di Capri                              | "Un grande amore e niente più"     |                                  |                               |
| 1974.  | Iva Zanicchi                                  | "Ciao cara, come stai?"            |                                  |                               |
| 1975.  | Gilda                                         | "Ragazza del sud"                  |                                  |                               |
| 1976.  | Peppino Di Capri                              | "Non lo faccio più"                |                                  |                               |
| 1977.  | Homo Sapiens                                  | "Bella da morire"                  |                                  |                               |
| 1978.  | Matia Bazar                                   | "...E dirsi ciao!"                 |                                  |                               |
| 1979.  | Mino Vergnaghi                                | "Amare"                            |                                  |                               |
| 1980.  | Toto Cutugno                                  | "Solo noi"                         |                                  |                               |
| 1981.  | Alice                                         | "Per Elisa"                        |                                  |                               |
| 1982.  | Riccardo Fogli                                | "Storie di tutti i giorni"         |                                  |                               |
| 1983.  | Tiziana Rivale                                | "Sarà quel che sarà"               |                                  |                               |
| 1984.  | Al Bano i Romina Power                        | "Ci sarà"                          | Eros Ramazzotti                  | "Terra promessa"              |
| 1985.  | Ricchi e Poveri                               | "Se m'innamoro"                    | Cinzia Corrado                   | "Niente di più"               |
| 1986.  | Eros Ramazzotti                               | "Adesso tu"                        | Lena Biolcati                    | "Grande grande amore"         |
| 1987.  | Gianni Morandi, Umberto Tozzi, Enrico Ruggeri | "Si può dare di più"               | Michele Zarrillo                 | "La notte dei pensieri"       |
| 1988.  | Massimo Ranieri                               | "Perdere l'amore"                  | Future                           | "Canta con noi"               |
| 1989.  | Anna Oxa i Fausto Leali                       | "Ti lascerò"                       | Mietta                           | "Canzoni"                     |
| 1990.  | Pooh i Dee Dee Bridgewater                    | "Uomini soli"                      | Marco Masini                     | "Disperato"                   |
| 1991.  | Riccardo Cocciante i Sarah Jane Morris        | "Se stiamo insieme"                | Paolo Vallesi                    | "Le persone inutili"          |
| 1992.  | Luca Barbarossa                               | "Portami a ballare"                | Aleandro Baldi, Francesca Alotta | "Non amarmi"                  |
| 1993.  | Enrico Ruggeri                                | "Mistero"                          | Laura Pausini                    | "La solitudine"               |
| 1994.  | Aleandro Baldi                                | "Passerà"                          | Andrea Bocelli                   | "Il mare calmo della sera"    |
| 1995.  | Giorgia                                       | "Come saprei"                      | Neri per Caso                    | "Le ragazze"                  |
| 1996.  | Ron, Tosca                                    | "Vorrei incontrarti fra cent'anni" | Syria                            | "Non ci sto"                  |
| 1997   | Jalisse                                       | "Fiumi di parole"                  | Paola e Chiara                   | "Amici come prima"            |
| 1998.  | Annalisa Minetti                              | "Senza te o con te"                | Annalisa Minetti                 | "Senza te o con te"           |
| 1999.  | Anna Oxa                                      | "Senza pietà"                      | Alex Britti                      | "Oggi sono io"                |
| 2000.  | Piccola Orchestra Avion Travel                | "Sentimento"                       | Jenny B                          | "Semplice sai"                |
| 2001.  | Elisa                                         | "Luce (Tramonti a nord est)"       | Gazosa                           | "Stai con me (Forever)"       |
| 2002.  | Matia Bazar                                   | "Messaggio d'amore"                | Anna Tatangelo                   | "Doppiamente fragili"         |
| 2003.  | Alexia                                        | "Per dire di no"                   | Dolcenera                        | "Siamo tutti là fuori"        |
| 2004   | Marco Masini                                  | "L'uomo volante"                   | Bez nagrade za debitante 2004    | Bez nagrade za debitante 2004 |
| 2005.  | Francesco Renga                               | "Angelo"                           | Laura Bono                       | "Non credo nei miracoli"      |
| 2006.  | Giuseppe Povia                                | "Vorrei avere il becco"            | Riccardo Maffoni                 | "Sole negli occhi"            |
| 2007.  | Simone Cristicchi                             | "Ti regalerò una rosa"             | Fabrizio Moro                    | "Pensa"                       |
| 2008.  | Giò Di Tonno i Lola Ponce                     | "Colpo di Fulmine"                 | Sonohra                          | "L'amore"                     |
| 2009.  | Marco Carta                                   | "La forza mia"                     | Arisa                            | "Sincerità"                   |
| 2010.  | Valerio Scanu                                 | "Per tutte le volte che..."        | Tony Maiello                     | "Il linguaggio della resa"    |
| 2011.  | Roberto Vecchioni                             | "Chiamami ancora amore"            | Raphael Gualazzi                 | "Follia d'amore"              |
| 2012.  | Emma Marrone                                  | "Non è l'inferno"                  | Alessandro Casillo               | "È vero (che ci sei)"         |
| 2013.  | Marco Mengoni                                 | "L'essenziale"                     | Antonio Maggio                   | "Mi servirebbe sapere"        |
| 2014.  | Arisa                                         | "Controvento"                      | Rocco Hunt                       | "Nu juorno buono"             |
| 2015.  | Il Volo                                       | "Grande amore"                     | Giovanni Caccamo                 | "Ritornerò da te"             |
| 2016.  | Stadio                                        | "Un giorno mi dirai"               | Francesco Gabbani                | "Amen"                        |
| 2017.  | Francesco Gabbani                             | "Occidentali's Karma"              | Lele                             | "Ora mai"                     |
| 2018.  | Ermal Meta i Fabrizio Moro                    | "Non mi avete fatto niente"        | Ultimo                           | "Il ballo delle incertezze"   |
| 2019.  | Mahmood                                       | "Soldi"                            | Bez nagrade za debitante 2019    | Bez nagrade za debitante 2019 |
| 2020.  | Diodato                                       | "Fai rumore"                       | Leo Gassmann                     | "Vai bene così"               |
| 2021.  | Maneskin                                      | "Zitti e buoni"                    | Gaudiano                         | "Polvere da sparo"            |
| 2022.  | Mahmood i Blanco                              | "Brividi"                          |                                  |                               |
| 2023.  | Marco Mengoni                                 | "Due Vite"                         |                                  |                               |
| 2024.  | Angelina Mango                                | "La Noia"                          |                                  |                               |
| 2025.  | Olly                                          | "Balorda nostalgia"                |                                  |                               |

## Nagrada kritike "Mia Martini"
| Godina | Pjevač(ica)                            | Pjesma                               |
| ------ | -------------------------------------- | ------------------------------------ |
| 1982.  | Mia Martini                            | "E non finisce mica il cielo"        |
| 1983.  | Matia Bazar                            | "Vacanze romane"                     |
| 1984.  | Patty Pravo                            | "Per una bambola"                    |
| 1985.  | Matia Bazar                            | "Souvenir"                           |
| 1986.  | Enrico Ruggeri                         | "Rien ne va plus"                    |
| 1987.  | Fiorella Mannoia                       | "Quello che le donne non dicono"     |
| 1988.  | Fiorella Mannoia                       | "Le notti di maggio"                 |
| 1989.  | Mia Martini                            | "Almeno tu nell'universo"            |
| 1990.  | Mia Martini i Mijares                  | "La nevicata del '56"                |
| 1991.  | Enzo Jannacci i Ute Lemper             | "La fotografia"                      |
| 1992.  | Nuova Compagnia di Canto Popolare      | "Pe' dispietto"                      |
| 1993.  | Cristiano De André                     | "Dietro la porta"                    |
| 1994.  | Giorgio Faletti                        | "Signor tenente"                     |
| 1995.  | Giorgia                                | "Come saprei"                        |
| 1996.  | Elio e le Storie Tese                  | "La terra dei cachi"                 |
| 1997.  | Patty Pravo                            | "E dimmi che non vuoi morire"        |
| 1998.  | Piccola Orchestra Avion Travel         | "Dormi e sogna"                      |
| 1999.  | Daniele Silvestri                      | "Aria"                               |
| 2000.  | Samuele Bersani                        | "Replay"                             |
| 2001.  | Elisa                                  | "Luce (Tramonti a nord est)"         |
| 2002.  | Daniele Silvestri                      | "Salirò"                             |
| 2003.  | Sergio Cammariere                      | "Tutto quello che un uomo"           |
| 2004.  | Mario Venuti                           | "Crudele"                            |
| 2005.  | Nicola Arigliano                       | "Colpevole"                          |
| 2006.  | Noa, Carlo Fava & Solis String Quartet | "Un discorso in generale"            |
| 2007.  | Simone Cristicchi                      | "Ti regalerò una rosa"               |
| 2008.  | Tricarico                              | "Vita tranquilla"                    |
| 2009.  | Afterhours                             | "Il paese è reale"                   |
| 2010.  | Malika Ayane                           | "Ricomincio da qui"                  |
| 2011.  | Roberto Vecchioni                      | "Chiamami ancora amore"              |
| 2012.  | Samuele Bersani                        | "Un pallone"                         |
| 2013.  | Elio e le Storie Tese                  | "La canzone mononota"                |
| 2014.  | Cristiano De André                     | "Invisibili"                         |
| 2015.  | Malika Ayane                           | "Adesso e qui (nostalgico presente)" |
| 2016.  | Patty Pravo                            | "Cieli immensi"                      |
| 2017.  | Ermal Meta                             | "Vietato morire"                     |
| 2018.  | Ron                                    | "Almeno pensami"                     |
| 2019.  | Daniele Silvestri                      | "Argentovivo"                        |
| 2020.  | Diodato                                | "Fai rumore"                         |
| 2021.  | Willie Peyote                          | "Mai dire mai (la locura)"           |
| 2022.  | Massimo Ranieri                        | "Lettera di là dal mare"             |
| 2023.  | Colapesce Dimartino                    | "Splash"                             |
| 2024.  | Loredana Bertè                         | "Pazza"                              |
| 2025.  | Lucio Corsi                            | "Volevo essere un duro"              |

## Nagrada kritike za debitante "Mia Martini"
| Godina | Kategorija        | Pjevač(ica)             | Pjesma                            |
| ------ | ----------------- | ----------------------- | --------------------------------- |
| 1984.  | Nuove Proposte    | Santandrea              | La fenice                         |
| 1985.  | Nuove Proposte    | Cristiano De André      | Bella più di me                   |
| 1985.  | Nuove Proposte    | Mango                   | Il viaggio                        |
| 1986.  | Nuove Proposte    | Lena Biolcati           | Grande grande amore               |
| 1987.  | Nuove Proposte    | Paola Turci             | Primo tango                       |
| 1988.  | Nuove Proposte    | Paola Turci             | Sarò bellissima                   |
| 1989.  | Emergenti         | Paola Turci             | Bambini                           |
| 1989.  | Nuovi             | Mietta                  | Canzoni                           |
| 1990.  | Novità            | Marco Masini            | Disperato                         |
| 1991.  | Novità            | Timoria                 | L'uomo che ride                   |
| 1992.  | Novità            | Aeroplanitaliani        | Zitti zitti (Il silenzio è d'oro) |
| 1993.  | Novità            | Angela Baraldi          | A piedi nudi                      |
| 1994.  | Nuove Proposte    | Baraonna                | I giardini d'Alhambra             |
| 1995.  | Nuove Proposte    | Gloria                  | Le voci di dentro                 |
| 1996.  | Nuove Proposte    | Marina Rei              | Al di là di questi anni           |
| 1997.  | Nuove Proposte    | Niccolò Fabi            | Capelli                           |
| 1998.  | Giovani           | Eramo & Passavanti      | Senza confini                     |
| 1999.  | Giovani           | Quintorigo              | Rospo                             |
| 2000.  | Nuove Proposte    | Jenny B                 | Semplice sai                      |
| 2000.  | Nuove Proposte    | Lythium                 | Noël                              |
| 2001.  | Giovani           | Roberto Angelini        | Il signor Domani                  |
| 2001.  | Giovani           | Francesco Renga         | Raccontami...                     |
| 2002.  | Giovani           | Archinuè                | La marcia dei santi               |
| 2003.  | Giovani           | Patrizia Laquidara      | Lividi e fiori                    |
| 2007.  | Giovani           | Fabrizio Moro           | Pensa                             |
| 2008.  | Giovani           | Frank Head              | Para parà ra rara                 |
| 2009.  | Proposte          | Arisa                   | Sincerità                         |
| 2010.  | Nuova Generazione | Nina Zilli              | L'uomo che amava le donne         |
| 2011.  | Giovani           | Raphael Gualazzi        | Follia d'amore                    |
| 2012.  | Sanremosocial     | Erica Mou               | Nella vasca da bagno del tempo    |
| 2013.  | Giovani           | Renzo Rubino            | Il postino (amami uomo)           |
| 2014.  | Nuove Proposte    | Zibba                   | Senza di te                       |
| 2015.  | Nuove Proposte    | Giovanni Caccamo        | Ritornerò da te                   |
| 2016.  | Nuove Proposte    | Francesco Gabbani       | Amen                              |
| 2017.  | Nuove Proposte    | Maldestro               | Canzone per Federica              |
| 2018.  | Nuove Proposte    | Mirkoeilcane            | Stiamo tutti bene                 |
| 2019.  | Sanremo Giovani   | Federica Abbate         | Finalmente                        |
| 2019.  | Sanremo Giovani   | Mahmood                 | Gioventù bruciata                 |
| 2020.  | Nuove Proposte    | Eugenio in Via Di Gioia | Tsunami                           |
| 2021.  | Nuove Proposte    | Wrongonyou              | Lezioni di volo                   |
| 2025.  | Nuove Proposte    | Settembre               | Vertebre                          |

## Voditelji
- 1951.: Nunzio Filogamo
- 1952.: Nunzio Filogamo
- 1953.: Nunzio Filogamo
- 1954.: Nunzio Filogamo
- 1955.: Armando Pizzo - Maria Teresa Ruta
- 1956.: Fausto Tommei
- 1957.: Nunzio Filogamo - Marisa Allasio - Fiorella Mari
- 1958.: Gianni Agus - Fulvia Colombo
- 1959.: Enzo Tortora - Adriana Serra
- 1960.: Enza Sampò - Paolo Ferrari
- 1961.: Lilly Lembo - Giuliana Calandra
- 1962.: Renato Tagliani - Laura Efrikian - Vichy Ludovisi
- 1963.: Mike Bongiorno - Edy Campagnoli - Rossana Armani
- 1964.: Mike Bongiorno - Giuliana Lojodice
- 1965.: Mike Bongiorno - Grazia Maria Spina
- 1966.: Mike Bongiorno - Paola Penni - Carla M. Puccini
- 1967.: Mike Bongiorno - Renata Mauro
- 1968.: Pippo Baudo - Luisa Rivelli
- 1969.: Nuccio Costa - Gabriella Farinon
- 1970.: Nuccio Costa - Enrico Maria Salerno - Ira Furstemberg
- 1971.: Carlo Giuffrè - Elsa Martinelli
- 1972.: Mike Bongiorno - Sylva Koscina
- 1973.: Mike Bongiorno - Gabriella Farinon
- 1974.: Corrado Mantoni - Gabriella Farinon
- 1975.: Mike Bongiorno - Sabina Ciuffini
- 1976.: Giancarlo Guardabassi
- 1977.: Mike Bongiorno - Maria Giovanna Elmi
- 1978.: Beppe Grillo - Maria Giovanna Elmi - Stefania Casini
- 1979.: Mike Bongiorno - Annamaria Rizzoli
- 1980.: Claudio Cecchetto - Roberto Benigni - Olimpia Carlisi - Daniele Piombi
- 1981.: Claudio Cecchetto - Eleonora Vallone - Nilla Pizzi
- 1982.: Claudio Cecchetto - Patrizia Rossetti - Daniele Piombi
- 1983.: Andrea Giordana - Emanuela Falcetti - Anna Pettinelli - Isabel Russinova - Daniele Piombi
- 1984.: Pippo Baudo - Elisabetta Gardini - Edy Angelillo - Viola Simoncini
- 1985.: Pippo Baudo - Patty Brard
- 1986.: Loretta Goggi - Anna Pettinelli - Sergio Mancinelli - Mauro Micheloni
- 1987.: Pippo Baudo - Carlo Massarini
- 1988.: Miguel Bosè - Gabriella Carlucci - Carlo Massarini
- 1989.: Rosita Celentano - Paola Dominguin - Danny Quinn - Gianmarco Tognazzi
- 1990.: Johnny Dorelli - Gabriella Carlucci
- 1991.: Edwige Fenech - Andrea Occhipinti
- 1992.: Pippo Baudo - Milly Carlucci - Alba Parietti - Brigitte Nielsen
- 1993.: Pippo Baudo - Lorella Cuccarini
- 1994.: Pippo Baudo - Anna Oxa
- 1995.: Pippo Baudo - Anna Falchi - Claudia Koll
- 1996.: Pippo Baudo - Valeria Mazza - Sabrina Ferilli
- 1997.: Mike Bongiorno - Piero Chiambretti - Valeria Marini
- 1998.: Raimondo Vianello - Eva Herzigova - Veronica Pivetti
- 1999.: Fabio Fazio - Renato Dulbecco - Laetitia Casta
- 2000.: Fabio Fazio - Luciano Pavarotti - Teo Teocoli - Ines Sastre
- 2001.: Raffaella Carrà - Megan Gale - Enrico Papi - Massimo Ceccherini
- 2002.: Pippo Baudo - Manuela Arcuri - Vittoria Belvedere
- 2003.: Pippo Baudo - Serena Autieri - Claudia Gerini
- 2004.: Simona Ventura - Paola Cortellesi - Gene Gnocchi
- 2005.: Paolo Bonolis - Antonella Clerici - Federica Felini
- 2006.: Giorgio Panariello - Victoria Cabello - Ilary Blasi
- 2007.: Pippo Baudo - Michelle Hunziker
- 2008.: Pippo Baudo - Piero Chiambretti - Andrea Osvart - Bianca Guaccero
- 2009.: Paolo Bonolis - Luca Laurenti
- 2010.: Antonella Clerici
- 2011.: Gianni Morandi - Elisabetta Canalis - Belen Rodriguez - Luca Bizzarri - Paolo Kessisoglu
- 2012.: Gianni Morandi - Rocco Papaleo - Ivana Mrazova
- 2013.: Fabio Fazio - Luciana Littizzetto
- 2014.: Fabio Fazio - Luciana Littizzetto
- 2015.: Carlo Conti - Emma Marrone - Arisa - Rocío Muñoz Morales
- 2016.: Carlo Conti - Gabriel Garko - Virginia Raffaele - Madalina Ghenea
- 2017.: Carlo Conti - Maria De Filippi
- 2018.: Claudio Baglioni - Michelle Hunziker - Pierfrancesco Favino
- 2019.: Claudio Baglioni - Virginia Raffaele - Claudio Bisio
- 2020.: Amadeus - Fiorello
- 2021.: Amadeus - Fiorello
- 2022.: Amadeus
- 2023.: Amadeus - Gianni Morandi
- 2024.: Amadeus
- 2025.: Carlo Conti

## Zanimljivosti
- Pjesma "Perdere l'amore" poslana 1987.  od strane Gianni Nazzara, odbijena je na preliminarnom natjecanju

ali je godinu dana poslije istu pjesmu ponudio Massimo Ranieri i pobijedio na natjecanju.

## Vanjske poveznice
- Sanremo Music Festival - Službene stranice
- Festivaldisanremo.com - Nezavisni portal o sanremskom festivalu od 1998.  Arhivirana inačica izvorne stranice od 24. kolovoza 2018. (Wayback Machine)
- RAI - Službene stranice
- Grad Sanremo  Arhivirana inačica izvorne stranice od 16. srpnja 2012. (Wayback Machine)